# 邻近风轮菜
邻近风轮菜（学名：Clinopodium confine）为唇形科风轮菜属下的一个种。